# تهوية

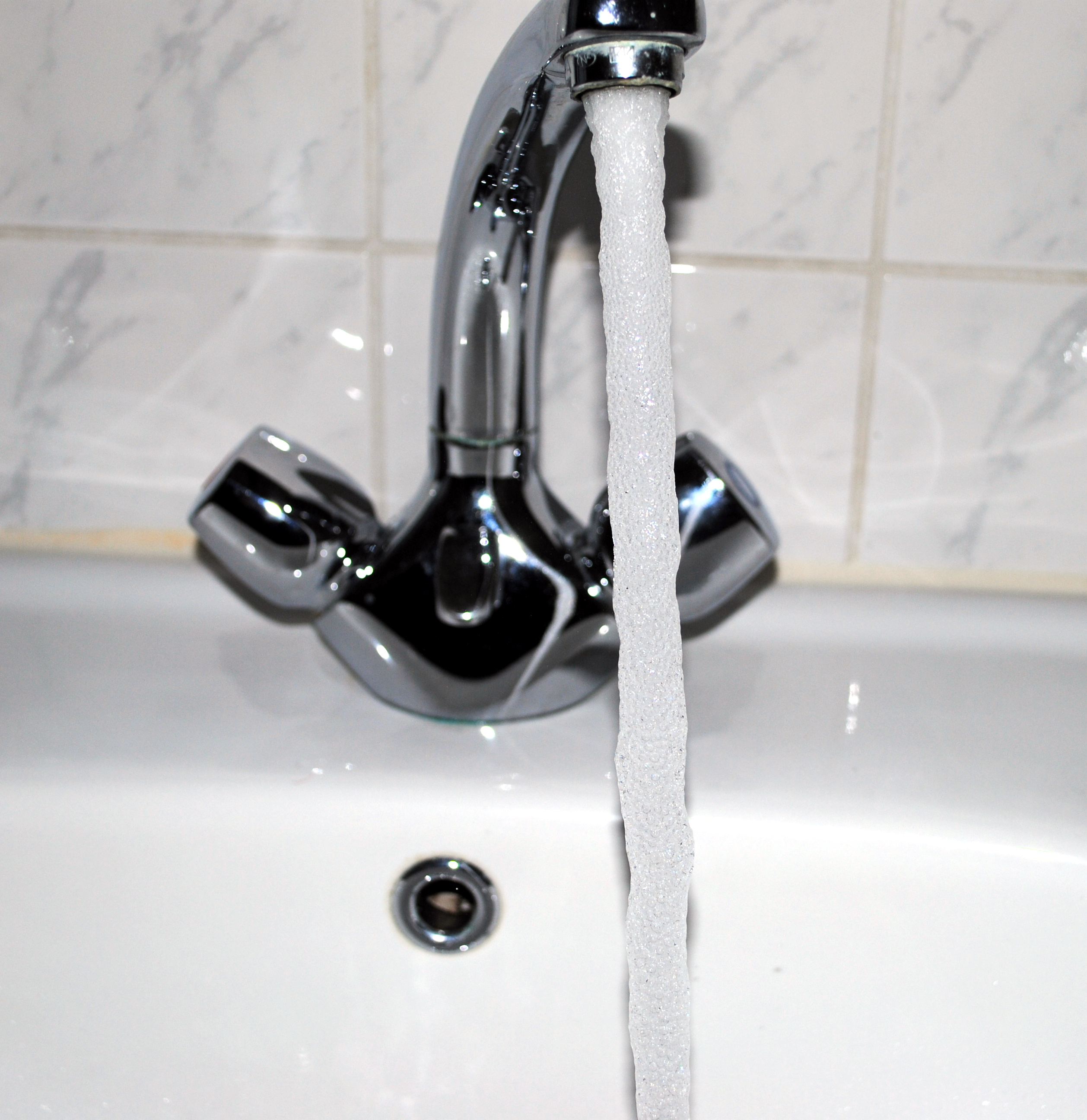

التهوية (بالإنجليزية: Aeration)‏، هي كل عملية يتم من خلالها تمرير ومزج الهواء أو غاز آخر بمادة مكثفة. مصطلح يطبق عموماً على السوائل المائية التي لها اتصال حميم مع الهواء عن طريق رش السائل، أو ضخ الهواء عبر السائل وتكوين الفقاعات أو التحريك القوي للسائل.